# Dél-Korea az 1952. évi nyári olimpiai játékokon
Dél-Korea a finnországi Helsinkiben megrendezett 1952. évi nyári olimpiai játékok egyik részt vevő nemzete volt. Az országot az olimpián 6 sportágban 19 sportoló képviselte, akik összesen 2 érmet szereztek.

## Érmesek
| Érem  | Versenyző                      | Sportág    | Versenyszám |
| ----- | ------------------------------ | ---------- | ----------- |
| Bronz | Kang Dzsunho (Gang Jun-ho)     | Ökölvívás  | Harmatsúly  |
| Bronz | Kim Szongdzsip (Kim Seong-jip) | Súlyemelés | 75 kg       |

## Atlétika
Férfi
| Versenyző                       | Versenyszám | Előfutam | Előfutam | Előfutam | Negyeddöntő | Negyeddöntő | Negyeddöntő | Elődöntő | Elődöntő | Elődöntő | Döntő         | Döntő         |
| Versenyző                       | Versenyszám | Idő      | Hely.    | Össz.    | Idő         | Hely.       | Össz.       | Idő      | Hely.    | Össz.    | Idő           | Helyezés      |
| ------------------------------- | ----------- | -------- | -------- | -------- | ----------- | ----------- | ----------- | -------- | -------- | -------- | ------------- | ------------- |
| Om Pharjong (Eom Pal-yong)      | 200 m       | 23,41    | 5.       | 68.      | kiesett     | kiesett     | kiesett     | kiesett  | kiesett  | kiesett  | kiesett       | kiesett       |
| Cshö Cshungsik (Choi Chung-sik) | Maraton     |          |          |          |             |             |             |          |          |          | 2:41:23,0     | 33.           |
| Hong Dzsongo (Hong Jong-o)      | Maraton     |          |          |          |             |             |             |          |          |          | nem ért célba | nem ért célba |
| Cshö Juncshil (Choi Yun-chil)   | Maraton     |          |          |          |             |             |             |          |          |          | 2:26:36,0     | 4.            |

| Versenyző                   | Versenyszám | Selejtező | Selejtező | Döntő    | Döntő    |
| Versenyző                   | Versenyszám | Eredmény  | Helyezés  | Eredmény | Helyezés |
| --------------------------- | ----------- | --------- | --------- | -------- | -------- |
| Cshö Jonggi (Choi Yeong-gi) | Hármasugrás | 14,44 m   | 18.       | kiesett  | kiesett  |

Női
| Versenyző                        | Versenyszám | Selejtező | Selejtező | Döntő    | Döntő    |
| Versenyző                        | Versenyszám | Eredmény  | Helyezés  | Eredmény | Helyezés |
| -------------------------------- | ----------- | --------- | --------- | -------- | -------- |
| Cshö Mjongszuk (Choi Myeong-Suk) | Súlylökés   | 10,76 m   | 20.       | kiesett  | kiesett  |

## Birkózás
Szabadfogású
| Versenyző             | Versenyszám | 1. forduló                    | 2. forduló             | 3. forduló        | 4. forduló        | 5. forduló        | 6. forduló        | 7. forduló        | 8. forduló        | Helyezés |
| Versenyző             | Versenyszám | Ellenfél Eredmény             | Ellenfél Eredmény      | Ellenfél Eredmény | Ellenfél Eredmény | Ellenfél Eredmény | Ellenfél Eredmény | Ellenfél Eredmény | Ellenfél Eredmény | Helyezés |
| --------------------- | ----------- | ----------------------------- | ---------------------- | ----------------- | ----------------- | ----------------- | ----------------- | ----------------- | ----------------- | -------- |
| O Thegun (O Tae-geun) | 67 kg       | Heini Nettesheim (GER) · 4:16 | Gál József (HUN) · 0-3 | kiesett           | kiesett           | kiesett           | kiesett           | kiesett           | kiesett           | 17.      |

## Kerékpározás

### Országúti kerékpározás
| Versenyző                                                                     | Versenyszám | Eredmény      | Helyezés      |
| ----------------------------------------------------------------------------- | ----------- | ------------- | ------------- |
| Kim Hoszun (Kim Ho-sun)                                                       | Egyéni      | nem ért célba | nem ért célba |
| Kvon Ikhjon (Gwon Ik-hyeon)                                                   | Egyéni      | nem ért célba | nem ért célba |
| Im Szangdzso (Im Sang-jo)                                                     | Egyéni      | nem ért célba | nem ért célba |
| Im Szangdzso (Im Sang-jo) Kim Hoszun (Kim Ho-sun) Kvon Ikhjon (Gwon Ik-hyeon) | Csapat      | nem ért célba | nem ért célba |

## Lovaglás
Díjugratás
| Versenyző                       | Ló       | Versenyszám | 1. kör | 1. kör | 1. kör | 2. kör | 2. kör | 2. kör | Végeredmény | Végeredmény | Végeredmény |
| Versenyző                       | Ló       | Versenyszám | Idő    | Bünt.  | Hely.  | Idő    | Bünt.  | Hely.  | Idő         | Bünt.       | Helyezés    |
| ------------------------------- | -------- | ----------- | ------ | ------ | ------ | ------ | ------ | ------ | ----------- | ----------- | ----------- |
| Min Bjongszon (Min Byeong-seon) | Parcifal | Egyéni      | 2:11,4 | 35,75  | 43.    | 1:29,4 | 24     | 45.    | 3:40,8      | 59,75       | 44.         |

## Ökölvívás
| Versenyző                     | Versenyszám | Selejtező                    | Nyolcaddöntő                  | Negyeddöntő               | Elődöntő                 | Döntő             | Helyezés |
| Versenyző                     | Versenyszám | Ellenfél Eredmény            | Ellenfél Eredmény             | Ellenfél Eredmény         | Ellenfél Eredmény        | Ellenfél Eredmény | Helyezés |
| ----------------------------- | ----------- | ---------------------------- | ----------------------------- | ------------------------- | ------------------------ | ----------------- | -------- |
| Han Szuan (Han Su-an)         | Légsúly     | Helmut Hofmann (SAA) · TKO   | Sakti Mazumdar (IND) · 3-0    | Willie Toweel (RSA) · 0-3 | kiesett                  | kiesett           | 5.       |
| Kang Dzsunho (Gang Jun-ho)    | Harmatsúly  |                              | Fazlollah Nikkhah (IRI) · 3-0 | Davey Moore (USA) · 2-1   | John McNally (IRL) · 0-3 | kiesett           |          |
| Szo Bjongnan (Seo Byeong-ran) | Pehelysúly  | Alfred Willommet (SUI) · 3-0 | Ján Zachara (TCH) · 0-3       | kiesett                   | kiesett                  | kiesett           | 9.       |
| Csu Szangdzsom (Ju Sang-jeom) | Könnyűsúly  | Leopold Potesil (AUT) · 0-3  | kiesett                       | kiesett                   | kiesett                  | kiesett           | 17.      |

## Súlyemelés
| Versenyző                      | Versenyszám | Nyomás   | Nyomás   | Szakítás | Szakítás | Lökés    | Lökés    | Összesen | Helyezés |
| Versenyző                      | Versenyszám | Eredmény | Helyezés | Eredmény | Helyezés | Eredmény | Helyezés | Összesen | Helyezés |
| ------------------------------ | ----------- | -------- | -------- | -------- | -------- | -------- | -------- | -------- | -------- |
| Kim Henam (Kim Hae-nam)        | 56 kg       | 80,0     | 8.**     | 95,0     | 2.**     | 120,0    | 4.       | 295,0    | 4.       |
| Nam Szuil (Nam Su-il)          | 60 kg       | 90,0     | 7.***    | 90,0     | 14.**    | 120,0    | 8.***    | 300,0    | 11.      |
| Kim Cshanghi (Kim Chang-hui)   | 67,5 kg     | 100,0    | 7.*      | 105,0    | 6.**     | 140,0    | 2.**     | 345,0    | 4.       |
| Kim Szongdzsip (Kim Seong-jip) | 75 kg       | 122,5    | 1.*      | 112,5    | 4.**     | 147,5    | 5.       | 382,5    |          |

* - egy másik versenyzővel azonos eredményt ért el

** - két másik versenyzővel azonos eredményt ért el

*** - négy másik versenyzővel azonos eredményt ért el